# Championnat de France masculin de handball 2005-2006
Navigation
Division 1 2004-2005 Division 1 2006-2007
Le championnat de France masculin de handball 2005-2006 est la soixante-et-unième édition de cette compétition et la cinquante-quatrième édition depuis que la dénomination de Division 1 a été posée. Le championnat de Division 1 de handball est le plus haut niveau du championnat de France de ce sport. Quatorze clubs ont participé à cette édition de la compétition. 
À la fin de la saison, Montpellier Handball conserve son titre de Champion de France, le 9e de son histoire. Chambéry Savoie HB, après deux saisons moyennes, retrouve la deuxième place, devançant d'un point le Paris Handball et de deux point l'US Ivry.

## Participants
| Club                           | Classement en 2004-2005 |
| ------------------------------ | ----------------------- |
| Montpellier Handball           | 1er                     |
| Paris Handball                 | 2e                      |
| US Ivry                        | 3e                      |
| US Créteil                     | 4e                      |
| Chambéry Savoie HB             | 5e                      |
| SC Sélestat                    | 6e                      |
| Dunkerque HGL                  | 7e                      |
| Istres Ouest Provence          | 8e                      |
| Toulouse Handball              | 9e                      |
| USAM Nîmes Gard                | 10e                     |
| HBC Villefranche-en-Beaujolais | 11e                     |
| Angers Noyant HB               | 12e                     |
| UMS Pontault-Combault          | 1er de Div. 2           |
| Tremblay-en-France Handball    | 2e D2                   |

### Les forces en présence
Tour d'horizon sur le potentiel de chaque équipe : cf. première, deuxième, troisième et quatrième partie.

### Transferts
Les principaux transferts du championnat de France sont,:
- Angers Noyant Handball
  - Départs: Patrice Annonay (Paris Handball), Jean-Louis Facila (Dijon/N1), Sylvain Rognon (Belfort/D2), Tewfik Sadaoui (ALG), Sédrick Ignol (Créteil), Christophe Carnet (Aurillac/D2)
  - Arrivées: Joachim Plantey (Nîmes), Petre Liviu Burileanu (ROU/Timisoara, ROU), Ilija Ivanovic (SCG/Dunkerque), Pierre Malfoy (Massy/D2)

- Chambéry Savoie HB
  - Départs: Stéphane Stoecklin (arrêt), Christophe Rouvier (Libourne/N1), Emeric Paillasson (Paris Handball)
  - Arrivées : Jackson Richardson (Pampelune/ESP), El Hadi Biloum (ALG/prêt MC Alger, ALG)

- US Créteil
  - Départs: Fabrice Guilbert (Ivry), Frédéric Louis (Paris Handball), William Holder (Pontault-Combault), Steven Hateau (Rezé/N1)
  - Arrivées: Stéphane Crépin (Toulouse), Eremia Pîrîianu (ROU/Constanta, ROU), Sédrick Ignol (Angers), Bjarni Fritzson (ISL/Reykjavik, ISL)

- Dunkerque Handball Grand Littoral
  - Départs: Eric Fruchart (Pontault-Combault), Arnaud Calbry (Le Hainaut/N2), Borko Djordjevic (SCG/Saragosse, ESP), Ilija Ivanovic (SCG/Angers), Laurent Gruselle (Hazebrouck/N2)
  - Arrivées: Sébastien Bosquet (Montpellier), Youri Petrenko (UKR/Zaporijia, UKR), Patrick Cazal (Essen, ALL)

- Istres Ouest Provence Handball
  - Départs: Lilian Di Salvo (Paris Handball), Adriano Marlin (Cesson/D2)
  - Arrivées: Lukas Buchta (TCH/Povazska Bystrica, SVQ), Olivier Martin (Saint-Raphaël/D2)

- Union sportive d'Ivry
  - Départs: Alexander Buchmann (NOR/Altea, ESP), Tomaž Tomšič (SLO), Frédéric Pons (arrêt), Maxime Derbier (Montpellier)
  - Arrivées: Ragnar Þór Óskarsson (ISL/Skjern, DAN), Fabrice Guilbert (Créteil), Andrej Petro (SVQ/Slovan Bratislava, SVQ)

- Montpellier Handball
  - Départs: Nikola Karabatic (Kiel, ALL), Sébastien Bosquet (Dunkerque)
  - Arrivées: Wissem Hmam (TUN/Espérance Tunis, TUN), Maxime Derbier (Ivry)

- USAM Nîmes Gard
  - Départs: Joachim Plantey (Angers), Stéphane Clémençon (Aix-en-Provence/D2), Pape Benga, Yohann Raux et Mathieu Calvetti (Bagnols-Marcoule/N3)
  - Arrivées: Mirza Šarić (CRO/TV Suhr, SUI), Bruno Martini (Paris Handball), Heykel Megannem (Sélestat)

- Paris Handball
  - Départs: Andrius Rackauskas (Lituanie), Romain Garzoli (Saint-Gratien/N1), Nikola Vojinovic (Serbie-et-Monténégro/Saint-Raphaël, D2), Bruno Martini (Nîmes)
  - Arrivées: Belgacem Filah (ALG/Mouloudia d'Alger, ALG), Frédéric Louis (Créteil), Lilian Di Salvo (Istres), Émeric Paillasson (Chambéry), Patrice Annonay (Angers)

- UMS Pontault-Combault
  - Départs: Damjan Blecic (Serbie-et-Monténégro/Berlin, ALL), Mohamadi Loutoufi (Reykjavik, ISL), Philippe Bosère (Skopje, MCD)
  - Arrivées: Milan Manojlovic (Serbie-et-Monténégro/Villeneuve-d'Ascq/D2), William Holder (Créteil), Eric Fruchart (Dunkerque)

- SC Sélestat
  - Départs: Heykel Megannem (TUN/Nîmes), Vincent Stangret (Monaco/N1)
  - Arrivées: Jocelyn Hass (Robertsau/N1), Damien Waeghe (Robertsau/N1)

- Toulouse Handball
  - Départs: Cyril Viudes (Irun, ESP), Stéphane Crépin (Créteil), Juan Gonzales (Cuba), Sébastien Lartigue (arrêt), Michel Lorgeré (arrêt)
  - Arrivées: Rabah Soudani (Villeneuve-d'Ascq/D2), Gary Meunier (Villeurbanne/D2), Jonathan Roby (Bordeaux/N1)

- Tremblay-en-France Handball
  - Départs: Grine Lahreche (Torcy/N1), Michaël Durand (Villepinte/N1), Oualid Gueraba (TUN/Bordeaux/N1), Mohamed Madi (TUN/Villepinte/N1), Salim Nedjel (ALG/Villemomble/N2), Johan Boisedu (Porte Normande/D2), Vicente Navarro (arrêt)
  - Arrivées: Rastko Stefanovič (Serbie-et-Monténégro/Altea, ESP), Sébastien Ostertag (Livry-Gargan/D2), Lazo Majnov (Macédoine/RK Zagreb, CRO), Petar Angelov (Macédoine/Bitola, MCD), Liviu Urda (ROU/Villepinte/N1), Valérien Costea (ROU/Villepinte/N1), François Le Guen (Villepinte/N1), Gérald Jean-Zéphirin (Ajaccio/D2), Yacinn Bouakaz (Porte Normande/D2)

- HBC Villefranche-en-Beaujolais
  - Départs: Sofiane Bekkouche (ALG/Villepinte/D2)
  - Arrivées: Adrian Tucanu (ROU/HCM Constanța, ROU), Majed Ben Amor (TUN/Étoile sportive du Sahel, TUN)

## Compétition

### Classement final
Le classement final est :
|    | Équipe                          | Pts | J  | G  | N | P  | Bp  | Bc  | Diff |
| -- | ------------------------------- | --- | -- | -- | - | -- | --- | --- | ---- |
| 1  | Montpellier Handball (T, F, L)  | 70  | 26 | 21 | 2 | 3  | 783 | 624 | 159  |
| 2  | Chambéry Savoie HB              | 66  | 26 | 19 | 2 | 5  | 754 | 674 | 80   |
| 3  | Paris Handball                  | 65  | 26 | 17 | 5 | 4  | 661 | 593 | 68   |
| 4  | US Ivry                         | 64  | 26 | 19 | 0 | 7  | 717 | 653 | 64   |
| 5  | Dunkerque HGL                   | 60  | 26 | 15 | 4 | 7  | 694 | 650 | 44   |
| 6  | USAM Nîmes Gard                 | 50  | 26 | 11 | 2 | 13 | 668 | 645 | 23   |
| 7  | US Créteil                      | 50  | 26 | 9  | 6 | 11 | 654 | 653 | 1    |
| 8  | UMS Pontault-Combault HB (P)    | 48  | 26 | 10 | 2 | 14 | 659 | 691 | -32  |
| 9  | Istres Ouest Provence           | 47  | 26 | 9  | 3 | 14 | 646 | 695 | -49  |
| 10 | Toulouse Handball               | 46  | 26 | 9  | 2 | 15 | 681 | 703 | -22  |
| 11 | Tremblay-en-France Handball (P) | 45  | 26 | 8  | 3 | 15 | 684 | 735 | -51  |
| 12 | SC Sélestat                     | 44  | 26 | 8  | 2 | 16 | 670 | 744 | -74  |
| 13 | HBC Villefranche-en-Beaujolais  | 40  | 26 | 4  | 6 | 16 | 678 | 751 | -73  |
| 14 | Angers Noyant HB                | 33  | 26 | 2  | 3 | 21 | 594 | 729 | -135 |

|     | Qualification pour la Ligue des champions (C1) |
|     | Qualification pour la Coupe des coupes (C2)    |
|     | Qualification pour la Coupe de l'EHF (C3)      |
|     | Relégation en Division 2                       |
| (T) | Tenant du titre                                |
| (F) | Vainqueur de la Coupe de France                |
| (L) | Vainqueur de la Coupe de la Ligue              |
| (P) | Promu de Division 2 en début de saison         |

### Résultats
Les résultats sont :
| Résultats (dom.\ext.)                                      | ANG   | CHA   | CRE   | DUN   | IST   | IVR   | MON   | NÎM   | PAR   | PON   | SEL   | TOU   | TRE   | VIL   |
| Angers Noyant HB                                           |       | 20-25 | 23-19 | 18-21 | 29-29 | 21-25 | 16-23 | 30-30 | 21-32 | 27-29 | 27-30 | 26-32 | 24-30 | 16-16 |
| Chambéry Savoie HB                                         | 35-29 |       | 30-24 | 26-25 | 33-27 | 29-28 | 30-24 | 26-22 | 26-30 | 32-26 | 34-20 | 30-25 | 34-25 | 32-24 |
| US Créteil                                                 | 30-15 | 27-27 |       | 27-32 | 23-22 | 26-27 | 21-21 | 23-22 | 22-22 | 31-30 | 37-24 | 31-24 | 28-26 | 28-27 |
| Dunkerque HGL                                              | 32-22 | 29-27 | 24-24 |       | 30-20 | 28-23 | 21-33 | 24-22 | 23-24 | 21-21 | 37-34 | 33-23 | 33-26 | 30-27 |
| Istres Ouest Provence                                      | 19-17 | 21-26 | 30-23 | 28-26 |       | 24-28 | 17-22 | 27-23 | 22-26 | 29-36 | 21-20 | 31-32 | 36-29 | 27-27 |
| US Ivry                                                    | 31-22 | 29-25 | 27-20 | 29-25 | 27-28 |       | 24-23 | 19-25 | 20-26 | 23-15 | 26-25 | 29-17 | 28-26 | 35-31 |
| Montpellier Handball                                       | 28-18 | 31-26 | 29-25 | 28-26 | 35-17 | 33-27 |       | 30-25 | 27-28 | 34-22 | 35-25 | 33-30 | 36-29 | 40-21 |
| USAM Nîmes Gard                                            | 30-19 | 25-25 | 25-21 | 27-29 | 25-22 | 32-37 | 25-28 |       | 21-25 | 30-25 | 23-22 | 31-24 | 34-19 | 28-24 |
| Paris Handball                                             | 30-25 | 24-18 | 22-22 | 24-19 | 23-23 | 24-22 | 22-24 | 21-26 |       | 26-23 | 26-26 | 24-20 | 32-24 | 22-22 |
| UMS Pontault-Combault                                      | 23-22 | 30-35 | 18-23 | 26-26 | 31-21 | 23-27 | 25-39 | 25-21 | 22-24 |       | 25-22 | 29-22 | 25-23 | 33-25 |
| SC Sélestat                                                | 31-32 | 30-32 | 24-23 | 22-25 | 32-31 | 28-35 | 24-32 | 21-20 | 19-28 | 26-25 |       | 28-26 | 27-27 | 28-27 |
| Toulouse Handball                                          | 33-22 | 25-26 | 28-23 | 24-26 | 21-23 | 24-30 | 24-24 | 27-25 | 19-25 | 28-25 | 36-32 |       | 31-21 | 31-17 |
| Tremblay-en-France Handball                                | 32-24 | 27-29 | 24-24 | 20-24 | 23-22 | 24-27 | 27-35 | 26-22 | 28-26 | 31-24 | 27-30 | 32-28 |       | 33-27 |
| HBC Villefranche-en-Beaujolais                             | 34-29 | 31-36 | 30-29 | 25-25 | 28-29 | 29-34 | 29-36 | 26-29 | 29-25 | 23-24 | 27-20 | 27-27 | 25-25 |       |
| - Victoire à domicile - Match nul - Victoire à l'extérieur |       |       |       |       |       |       |       |       |       |       |       |       |       |       |

### Champion de France 2005-2006
| Champion de France de handball 2005-2006 Montpellier Handball 9e victoire |

L'effectif du Montpellier Handball est :
- Wissem Hmam (129 buts en 25 matchs)
- Michaël Guigou (105 / 24)
- Mladen Bojinović (101 / 25)
- Grégory Anquetil (66 / 20)
- David Juříček  (71 / 24)
- Franck Junillon (16 / 7)
- Geoffroy Krantz (58 / 26)
- Sobhi Sioud (42 / 20)
- Laurent Puigségur (36 / 20)
- Damien Kabengele (37 / 21)
- Frédéric Dole (35 / 20)
- Raphaël Caucheteux (20 / 12)
- Samuel Honrubia (6 / 4)
- Maxime Derbier (13 / 9)
- William Accambray (11 / 8)
- Andrej Golić (26 / 22)
- Igor Anic (4 / 6)
- Mickaël Sincère (2 / 4)
- Semir Zuzo (5 / 12)

Gardiens de buts
- Thierry Omeyer (24 matchs)
- Daouda Karaboué (24 matchs)

Entraîneur
- Patrice Canayer

## Statistiques et récompenses

### Meilleurs joueurs
À l'issue du championnat, les Trophées du Hand 2005-2006, ont été décernées à :
- Meilleur joueur : Heykel Megannem (USAM Nîmes Gard)

- Meilleur entraîneur : Patrice Canayer (Montpellier Handball)
- Meilleur défenseur : Cédric Sorhaindo (Paris Handball)

- Meilleur gardien : Thierry Omeyer (Montpellier Handball)
- Meilleur ailier gauche : Michaël Guigou (Montpellier Handball)
- Meilleur arrière gauche : Wissem Hmam (Montpellier Handball)
- Meilleur demi-centre : Heykel Megannem (USAM Nîmes Gard)
- Meilleur pivot : Issam Tej (SC Sélestat)
- Meilleur arrière droit : Luc Abalo (US Ivry)
- Meilleur ailier droit : Grégory Anquetil (Montpellier Handball)

### Meilleurs buteurs
Les meilleurs buteurs de la saison sont, :
| Rang | Joueur                 | Club                  | Buts  | Buts   | Buts | Matchs | Moyenne |
| Rang | Joueur                 | Club                  | Total | Champs | 7 m  | Matchs | Moyenne |
| ---- | ---------------------- | --------------------- | ----- | ------ | ---- | ------ | ------- |
| 1    | Sébastien Bosquet      | US Dunkerque          | 180   | 123    | 57   | 26     | 6,9     |
| 2    | Anouar Ayed            | Toulouse Handball     | 143   | 110    | 33   | 26     | 5,5     |
| 3    | Wissem Hmam            | Montpellier Handball  | 129   | 113    | 16   | 23     | 5,6     |
| 4    | Heykel Megannem        | USAM Nîmes Gard       | 127   | 110    | 17   | 23     | 5,5     |
| 5    | Issam Tej              | SC Sélestat           | 119   | 119    | 0    | 20     | 5,9     |
| 6    | Eduard Fernández Roura | Chambéry Savoie HB    | 111   | 75     | 36   | 26     | 4,3     |
| 7    | Nenad Vučković         | Chambéry Savoie HB    | 110   | 110    | 0    | 25     | 4,4     |
| 8    | Milan Manojlović       | UMS Pontault-Combault | 106   | 77     | 28   | 23     | 4,6     |
| 9    | Guillaume Joli         | Chambéry Savoie HB    | 106   | 58     | 47   | 22     | 4,8     |
| 10   | Michaël Guigou         | Montpellier Handball  | 105   | 84     | 21   | 23     | 4,6     |

### Meilleurs gardiens de but
Les meilleurs gardiens de but de la saison sont, :
| Rang | Joueur             | Club                           | Total Arrêts | Total Arrêts | Arrêts 7m | Arrêts 7m | Matchs | Moyenne |
| Rang | Joueur             | Club                           | Nb           | %            | Nb        | %         | Matchs | Moyenne |
| ---- | ------------------ | ------------------------------ | ------------ | ------------ | --------- | --------- | ------ | ------- |
| 1    | Nebojša Stojinović | Chambéry Savoie HB             | 295          | 42,02 %      | 23        | 27,38 %   | 25     | 11,8    |
| 2    | Yohann Ploquin     | Toulouse Handball              | 300          | 37,36 %      | 17        | 23,61 %   | 26     | 11,5    |
| 3    | Dragan Mladenović  | UMS Pontault-Combault          | 287          | 36,79 %      | 26        | 37,14 %   | 26     | 11      |
| 4    | Dragan Počuča      | US Ivry                        | 256          | 39,57 %      | 21        | 32,81 %   | 23     | 11,1    |
| 5    | Bruno Martini      | USAM Nîmes Gard                | 257          | 38,19 %      | 6         | 15,79 %   | 25     | 10,3    |
| 6    | Danilo Brestovac   | HBC Villefranche-en-Beaujolais | 230          | 32,21 %      | 11        | 18,33 %   | 26     | 8,8     |
| 7    | Thierry Omeyer     | Montpellier Handball           | 220          | 42,8 %       | 12        | 30 %      | 24     | 9,2     |
| 8    | Sorin Toacsen      | Dunkerque HGL                  | 210          | 41,26 %      | 13        | 22,41 %   | 25     | 8,4     |
| 9    | Patrice Annonay    | Paris Handball                 | 203          | 41,94 %      | 13        | 22,03 %   | 26     | 7,8     |
| 10   | Sébastien Mias     | Tremblay-en-France Handball    | 191          | 40,99 %      | 14        | 22,58 %   | 23     | 8,3     |